# Windows in the Jungle
Albums de 10cc
Ten Out of 10
(1981) ...Meanwhile
(1992)
Windows in the Jungle est le neuvième album studio du groupe de rock anglais 10cc, sorti fin 1983. Après sa sortie, le groupe entre dans une période d'inactivité qui dure jusqu'en 1992.

## Titres
Toutes les chansons sont d'Eric Stewart et Graham Gouldman.

### Face 1
| No | Titre                         | Durée |
| -- | ----------------------------- | ----- |
| 1. | 24 Hours                      | 8:09  |
| 2. | Feel the Love (Oomachasaooma) | 5:10  |
| 3. | Yes, I Am                     | 6:03  |
| 4. | Americana Panorama            | 3:45  |

### Face 2
| No | Titre            | Durée |
| -- | ---------------- | ----- |
| 1. | City Lights      | 3:34  |
| 2. | Food for Thought | 3:34  |
| 3. | Working Girls    | 4:26  |
| 4. | Taxi! Taxi!      | 7:39  |

## Musiciens
- Eric Stewart : guitares, claviers, percussions, chant
- Graham Gouldman : basse, guitares, percussions, chant
- Steve Gadd : batterie, percussions
- Simon Phillips : batterie
- Rick Fenn : guitares, chant
- Stuart Tosh : batterie, percussions, chant
- Vick Emerson : claviers
- Mike Timony : claviers
- Mel Collins : saxophone